# Правдива історія про Червоні вітрила
«Правдива історія про Червоні вітрила» — український 4-серійний фільм-мелодрама, казка режисера Олександра Стеколенка 2010 року за мотивами творів Олександра Гріна.

## Сюжет
В основі фільму лежить повість Олександра Гріна «Червоні вітрила». Критики намагалися порівнювати фільм з радянською екранізацією Олександра Птушко «Червоні вітрила» і головну героїню з Анастасією Вертинською, але автори фільму підкреслювали що вони навмисно хочуть піти від всяких порівнянь з класичною екранізацією. У фільмі з'явилися персонажі з інших оповідань Гріна (Гез, Бам Гран, комендант порту, професор Коломб, лялька Ксавелій, сищик Дрейк, Тільс).
Крім любовної лінії (Ассоль — Грей) у фільмі з'явилася авантюрно-детективна інтрига, в основу якої було покладено лицемір — дізнавшись про мрію дівчини під червоними вітрилами, до Ассоль прийшов не капітан Грей, а бургомістр Гез.

## Акторсткий склад
- Вероніка Іващенко — Ассоль
- Олександр Бухаров — Грей
- Юрій Стоянов — Бургомістр Гез
- Альберт Філозов — Тільс
- Михайло Свєтін — Продавець тканин
- Семен Фурман — Лікар Філатр
- Евклід Кюрдзідіс — Бам-Гран
- Ігор Цишкевич - Лонгрен